# Céhzászló

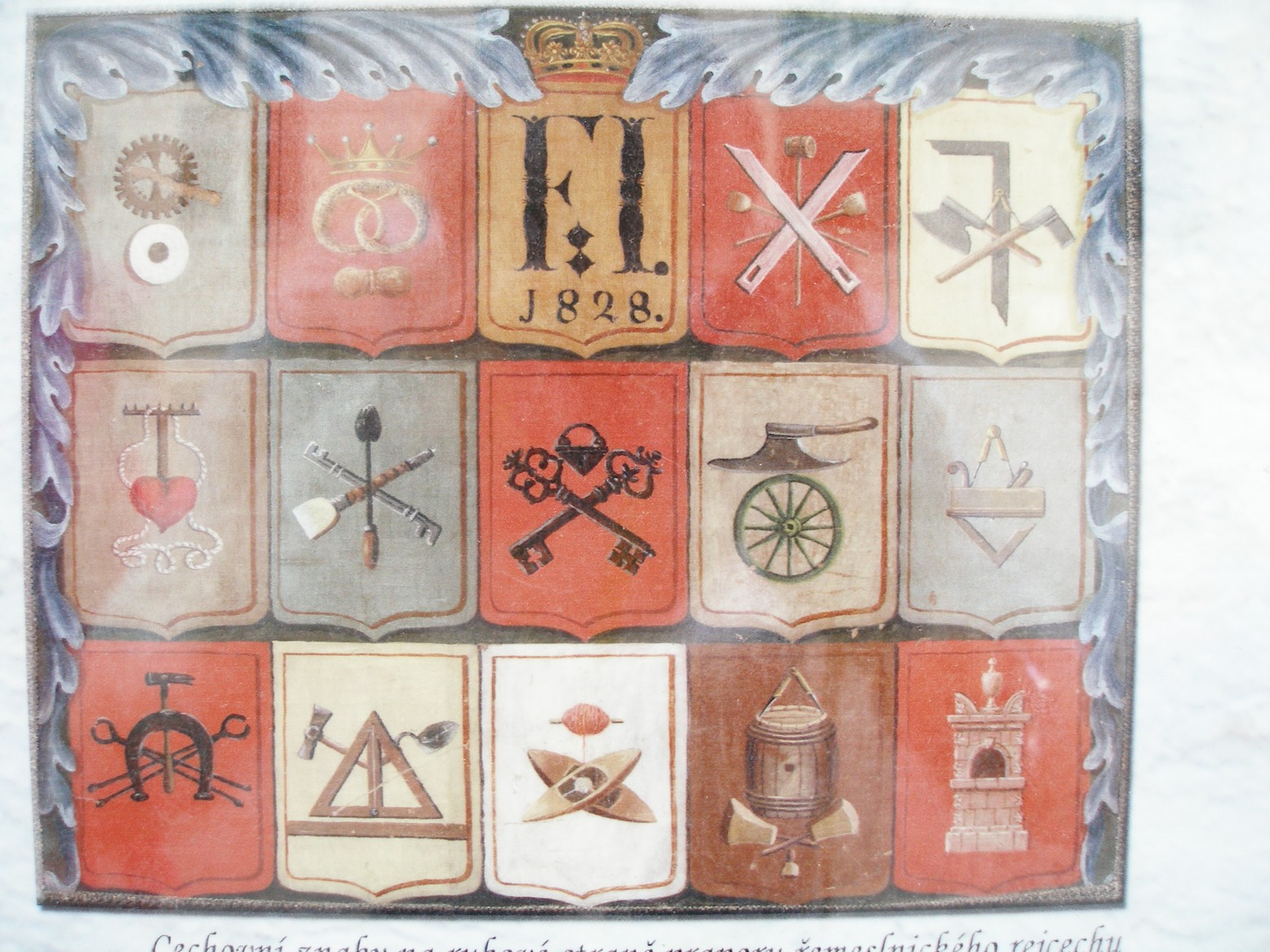
Céhjelképek Csehországból

A céhzászló a középkorban a régi, mesterségeket, szakmacsoportokat, szakmákat tömörítő céhek jelképe, egyúttal az együvé tartozás és a vallásosság jele volt, minden céh szabadalomlevele tartalmazta a céhek kötelezettségeit. A mesterek egymással a céheken belül nagyon szoros kapcsolatot ápoltak; együtt éltek, ezáltal egymásra óriási hatással voltak.
A céhzászlónak szimbolikus ereje volt. E zászlók eleinte világi, katonai funkciókat láttak el, idővel azonban a militáris szerepkörből kilépve váltak az egyházi ünnepek, körmenetek fontos elemeivé.

## A céhzászlók leírása
A céhzászlók egyik jellegzetessége a fő helyet elfoglaló egyházi kép mellett legtöbbször mesterségük címere, és az ország címere. A céhek védőszentje valamilyen módon mindig kapcsolatban áll a mesterségekkel, annak alapján választva védőszentet, hogy az a hagyomány szerint maga is azt a (zászlójukon megjelenített) mesterséget űzte, vagy neve, vizuális megjelenítésének elemei összefüggésbe hozhatók voltak az adott kézműves céh tevékenységével.
Az egykori céhzászlók közül máig - főleg a textilanyagok romlandósága miatt - kevés zászló maradt fenn. Az első máig megmaradt zászlók legtöbbje a 19. századból való, közülük érdekes a sümegi céhzászlajának leírása, mely csücsköstalpú pajzskeretben, egytengelyű fazekaskorongon álló korsót ábrázol.
A céhzászlók egyik jellegzetessége, hogy a fő helyet elfoglaló egyházi kép mellett legtöbbször mesterségük és az ország címere található és védőszentjük valamiképpen mindig kapcsolatban áll a mesterségükkel. A céhek annak alapján választottak védőszentet, hogy az a hagyomány szerint maga is a zászlójukon megjelenített mesterséget űzte, vagy neve, vagy elemei összefüggésbe hozhatók voltak az adott kézműves céh tevékenységével. A sümegi fazekasok céhzászlaján például Szent Flórián látható a színes képen, amint római harcos öltözetben egy cserépkancsóból vizet locsol a tűzre. Ez az 1841-ben készült sümegi textil- és ipartörténeti emlék azért különleges, mert Szent Flóriánt a tűzoltók védőszentjeként tartják számon, itt pedig a helyi fazekasok oltalmazójaként is megjelenik.

## Céhzászló az egyházi ünnepeken

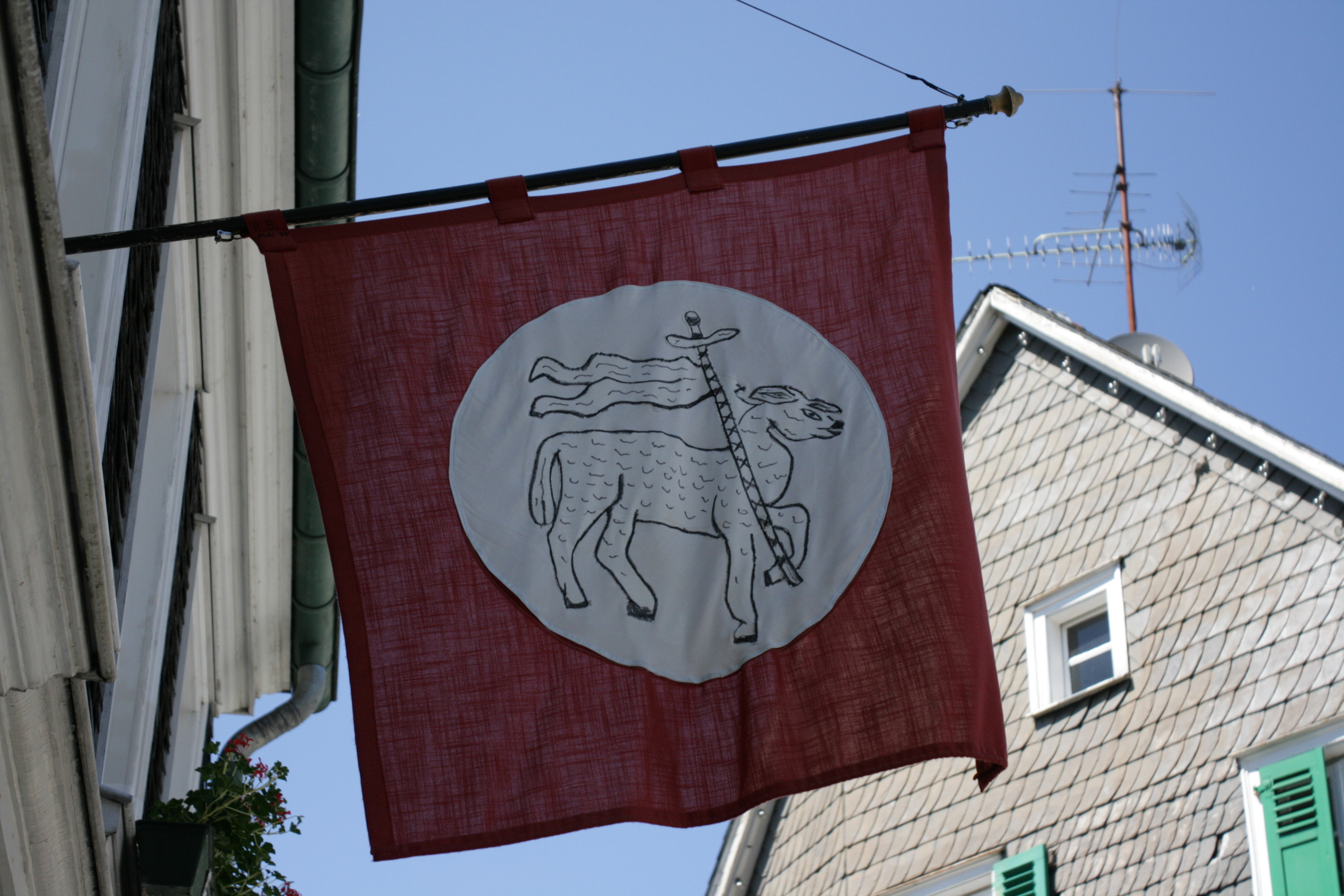
Német céhzászló

A 12. századtól az egyházi ünnepek talán legfontosabbikának tartották az úrnapi körmenetet és az azon való megjelenést, melyről számos privilégium részletesen is intézkedett: a középkortól a céheknek többek között vallási kötelezettségei közé tartozott a céhzászló csináltatása, mellyel aztán az egyházi körmeneteleken, tagtársaik temetésén és egyéb ünnepségeken vettek részt, meghatározott, rendesen alapítási évük szerinti sorban, céhzászlóik alatt vonultak a körmenetben. A céhek egyházhoz való kapcsolódását a zászlón kívül az illetékes plébánián, a céh védőszentjéről elnevezett oltár is jelezte.
A céhek a körmenetekben való vonulási sorrendjéről 1768-ból fennmaradt az Egri egyház rendelete, mely szerint elsőként az ácsok, majd a szabók, bodnárok, kovácsok, lakatosok, csizmadiák és a cipészek következtek a sorban.
A temetkezési egyletekben, melyekben szakmák, szakmacsoportok szerint szerveződtek néhol jelentős vagyonuk is volt, mert megörökölték a céhvagyon maradványait, temetéssel kapcsolatos kellékeit, saját céhzászlót, gyászlobogót, temetkezési lámpát használtak. A céhládák zömét is ezek a temetkezési egyletek őrizték meg; melyet főként pénztárládaként használtak. Gyöngyösön még 1985-ben is működött a szabó céh több mint százéves temetkezési társulata.